# Siegfried I van Guînes
Siegfried I van Guînes (± 910 – 965) was een Viking die in 928 werd beleend met het graafschap Guînes.
In de jaren 880 bracht Boudewijn II van Vlaanderen de Mepsegouw onder zijn controle. Volgens de 12e-eeuwse kroniekschrijver Lambert d'Ardres was deze gouw echter beloofd aan het Hof van Denemarken, door een huwelijk tussen een Deense prins en een erfdochter van Boulogne en/of Ponthieu. Veertig jaar later eisten de Denen de gouw op als apanage voor prins Siegfried, maar de nieuwe graaf, Arnulf I van Vlaanderen, weigerde het gebied af te staan.
Volgens de overlevering arriveerde Siegfried in 928 in het betwiste gebied. Tot zijn gevolg behoorde ook Knut Gormsson, een broer van Harald Blauwtand. De Denen voeren een getijdengeul op, tegenwoordig de watergang du Zandick. Ter hoogte van Guînes vonden ze een gunstige plaats voor de bouw van een ringwalburcht. Met zijn aanwezigheid zette Siegfried zijn aanspraak extra kracht bij. Na onderhandelingen kwam het tot een compromis: Arnulf stond de grafelijke titel over de Mepsegouw af, maar de titel bleef leenroerig aan de graven van Vlaanderen.
Vlaanderen en de andere graafschappen hadden een moeilijke verstandhouding met de Denen. Omstreeks 964 sloten Arnulf en Siegfried vrede. Ter bevestiging hiervan trouwde Siegfried met een dochter van Arnulf, Elftrudis. De wettigheid van dit huwelijk werd aangevochten door de abdij van Sint-Bertinus. Siegfried stierf in 965, net vóór de geboorte van hun zoon, Ardolf I van Guînes.